# Charlotte à Weimar
Charlotte à Weimar (titre original : Lotte in Weimar) est un roman historique de l'écrivain allemand Thomas Mann, publié en 1939.
Ce roman s'inspire de la visite réelle de Charlotte Buff à Goethe en 1816 à Weimar, quarante-quatre ans après leur rencontre dans un bal. Dans Les Souffrances du jeune Werther, Goethe s'inspira de Charlotte Buff pour son personnage de Lotte (ou Charlotte), dont Werther deviendra fou amoureux.

## La structure du roman
Le roman est divisé en neuf grands chapitres. Plusieurs narrateurs se succèdent, qui grâce à leurs relations avec Goethe, nous livrent un portrait de lui, tel qu'il est devenu, après toutes les années qui se sont écoulées depuis son idylle avec Charlotte, et livrent des informations à Charlotte par la même occasion.

## Résumé

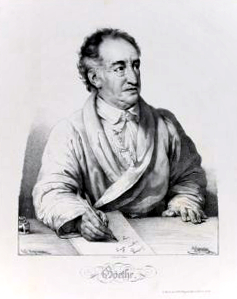
Goethe, en 1823, celui que Charlotte souhaite revoir et mieux connaître, et c'est le sujet du livre.

Charlotte - qui a alors 63 ans - arrive un matin avec sa fille (elle aussi prénommée Charlotte) et sa camériste à Weimar. Elle s'installe à l'hôtel L'Eléphant. À la suite de la demande du maître d'hôtel, Mager, elle inscrit son nom au tableau, et il le reconnaît aussitôt : c'est la Charlotte de Goethe, celle qui a inspiré sa première œuvre et celle qui l'a rendu célèbre, Les Souffrances du jeune Werther. Le maitre d'hôtel, admiratif, lui offre ses services.
Celle-ci souhaite se reposer, pendant que sa fille va prévenir de leur arrivée la sœur de Charlotte (qui habite à Weimar et les attend). Dans sa chambre, Charlotte se remémore des anecdotes de sa jeunesse, et particulièrement les moments partagés avec Goethe. Au fond d'elle-même, elle espère profiter de ce voyage pour le voir et lui écrit un message avant de s'assoupir.
Peu après son réveil, le maître d'hôtel vient lui demander d'accepter la visite d'une jeune artiste. Charlotte est pressée et doit rejoindre sa famille, mais face à l'insistance du maître d’hôtel, elle accepte malgré tout. La jeune artiste raconte ses nombreuses rencontres à travers l'Europe avec des personnages célèbres. Enfin, elle demande à Charlotte le droit de la dessiner. Le dessin à peine fini, Mager frappe à la porte ; un médecin, ami de Goethe, souhaite la rencontrer. Charlotte accepte l'entrevue. Elle sait qu'elle est en retard, que sa famille va s'inquiéter, mais le fait de côtoyer un homme connaissant bien le poète lui fait oublier ses obligations. Le Dr. Reimer lui parle beaucoup de lui-même, de sa vie, mais aussi de ses relations avec le poète, de l'admiration qu'il lui porte, et de ses fonctions de précepteur auprès du fils de Goethe, Auguste. L'entrevue est longue, interrompue une nouvelle fois par le maître d'hôtel qui veut présenter une jeune fille à Charlotte. Celle-ci, malgré quelques protestations sèches, ne parvient à décliner la demande de la jeune personne. Cette jeune fille est Adèle Schopenhauer, dont la mère organise des repas et des goûters avec la bonne société de la ville. Elle se trouve donc quelquefois en contact avec Goethe et son fils. Le poète a eu des soucis à se faire accepter dans la société de Weimar, en raison de son union avec Christiane Vulpius, une femme de condition sociale bien inférieure.
Les avis sont partagés sur Auguste de Goethe : un grand homme comme son père, ou de simple condition ? Il s'est épris d'une amie d'Adèle, et celle-ci voit leur éventuelle union d'un mauvais œil. Elle raconte leur relation, qui à ses yeux, n'est pas un véritable amour. Elle évoque aussi la guerre qui a éclaté et a touché Weimar quelque temps auparavant, l'attitude d'Auguste durant cette période, et celle de son amie. Toutes deux ont sauvé et hébergé un jeune soldat. Auguste a voulu s'engager, mais grâce à son père, qui a fait jouer ses relations, il s'est retrouvé à l'arrière et passe donc pour un couard aux yeux des habitants de Weimar. Enfin l'amie d'Adèle s'est éprise du jeune soldat caché, bien que celui-ci fût déjà fiancé. Malgré ces sentiments, elle est résolue à rester fidèle à Auguste. Enfin, l'entrevue se voit coupée par une énième intrusion du maître d'hôtel, qui fait entrer cette fois-ci des membres de la famille de Charlotte, inquiets de son retard. Charlotte suit, mais se heurte à une foule de curieux devant l'hôtel, venus voir le personnage qui a inspiré Werther.
Après avoir glané de tous ces visiteurs des informations sur Goethe et sa manière actuelle de vivre, elle est mieux renseignée sur un homme qu'elle souhaiterait revoir, et dont elle ne savait pas ce qu'il était devenu depuis leur idylle de jeunesse. Quand elle rencontre Auguste de Goethe, qui l'invite chez son père, elle s'empresse d'accepter.
Dans le chapitre 7, le narrateur est Goethe. Le grand homme a alors 67 ans. Le lecteur se trouve face à une ellipse, car le narrateur nous livre ses pensées intérieures avant l'arrivée de Charlotte dans la ville. Dans ce chapitre, on découvre ce que Charlotte s'efforce de deviner et rêve de savoir, c'est-à-dire la manière dont Goethe vit réellement, ce qu'il pense d'elle, etc. Auguste vient prévenir son père de la présence de Charlotte à Weimar, et interrompt de cette manière les pensées de son père. Après une courte discussion, tous deux s’accordent sur le fait qu’ils se doivent, selon les bienséances, de recevoir celle-ci au cours d’un dîner avec la bonne société de la ville et sa famille.
Au cours du chapitre 8 se déroule la fameuse réception. Charlotte porte une robe blanche, avec deux nœuds roses, mais il en manque un : cet oubli volontaire est un clin d’œil à Goethe et plus particulièrement au livre qui l’a fait connaître. Lors du bal dans Werther, Charlotte porte une robe blanche, avec des nœuds roses ; par la suite, lors de son anniversaire, Albert (fiancé de Charlotte dans le livre) lui fait parvenir un livre, et Charlotte y ajoute un nœud rose de sa fameuse robe. Ce détail signifie donc à quel point elle apprécie Goethe. La fille de Charlotte voit le geste d’un très mauvais œil, l’estimant déplacé, et beaucoup trop provocant pour une femme de son âge. Le repas se déroule de manière très conventionnelle. Charlotte est placée près de Goethe, mais ne trouve aucun moment pour discuter avec lui. En partant, elle en est déçue.
Les deux sexagénaires ne se revoient pas tandis que Charlotte s’apprête à quitter Weimar. Lors d'une soirée, Charlotte imagine une seconde rencontre avec le poète dans un songe : lors du repas, il lui avait proposé sa voiture pour aller à l’opéra. Elle imagine donc que cette proposition se concrétise. Elle ose espérer la présence de Goethe : elle est déçue, il est absent. Mais au retour, après un certain moment, elle s’aperçoit qu’elle n’est pas seule dans la voiture : Goethe est sur la banquette, en face d’elle. Il l’interpelle :« - Bonsoir ma chère, dit-il de la voix qui, jadis, lisait à la fiancée Ossian et Klopstock. »
Là encore, un parallèle avec Werther : il lisait des textes de ces auteurs à Charlotte. Dans la voiture, un dialogue s’instaure entre eux deux : c’est le premier depuis leur idylle. Goethe avoue à Charlotte qu’il a remarqué son hochement de tête : signe de sa vieillesse, Charlotte penche la tête de temps en temps. Elle s’était efforcée de lui cacher lors du repas. Une certaine tendresse subsiste en eux deux, mais leurs vies respectives font aussi obstacles. Les deux jeunes gens ont vieilli, ont des parcours différents, et des avis qui divergent. Ils évoquent quelque peu leur passé, mais se séparent tous deux déçus, de voir qu’ils n’ont pas évolué de la même façon. Leur amour de jeunesse reste présent à leur esprit et prend une envergure particulière étant donné le succès du livre et le fait que Goethe ait exploité cette histoire. Mais cet amour est loin, c’est plutôt leur destin qui les rapproche que leurs idées actuelles. Ils se séparent donc, plus ou moins vexés des paroles qu’ils ont échangées, et Charlotte rentre à l'hôtel.
Le roman se termine là où il a débuté, à l'hôtel L'éléphant, avec le maître d'hôtel Mager qui l'accueille.

## Les personnages

### Le maître d'hôtel Mager
C’est un homme simple, naïf, peu cultivé. Néanmoins, il connaît le livre qui a permis au monde de découvrir Goethe. Il reconnaît Charlotte dès qu’elle inscrit son nom au tableau de la réception de l’hôtel. Dès lors, il fait preuve d’égards à son encontre, mais à un tel point, qu’il devient agaçant.
Il ne tient compte en aucun cas du besoin de Charlotte d’être seule et répand comme une traînée de poudre sa présence dans l’hôtel. Associé à l’hôtel, il est présent au début du roman et à la fin, comme si la boucle était « bouclée ».

### Charlotte Kestner, née Buff
Charlotte est devenue une femme âgée (63 ans), elle a un hochement de tête (une maladie de vieillesse), qu’elle tente de dissimuler le plus possible. Elle a vieilli, mais on décèle la beauté de sa jeunesse.
Elle vient voir sa sœur, mais espère voir Goethe. Cette idée supplante quasiment en elle l’éventuel plaisir de revoir sa sœur. Elle garde intacte les souvenirs qu’elle a partagé avec le poète, cela souligne la puissance de leur idylle.
Elle a eu de nombreux enfants, tous grands pendant la narration. Elle est accompagnée de sa benjamine. Celle-ci réprouve les idées de sa mère, lui trouve un côté provocant, inacceptable à son âge. Il est très clair qu’elle ne voit pas d’un bon œil l’histoire de sa mère et de Goethe.
Charlotte, malgré son âge, apparaît comme encore séductrice et facétieuse, notamment avec l’épisode de la robe blanche dont un nœud rose manque. Cette visite à Weimar ne remplit pas tous ses souhaits. Car elle n’a pas eu de moment pour parler de manière privée avec Goethe. Elle repart donc déçue.

### Docteur Riemer
Il était le précepteur d’Auguste, le fils de Goethe. De cette manière, il a été en relation avec la famille, et les connaît.
Il vénère Goethe et son œuvre, et n'hésite pas à évoquer les moments qu'il a passé en compagnie du poète: à discuter, partager des opinions, lire des textes, etc.
Au cours de son entretien avec Charlotte, il évoque le fait qu'il quitte la famille Goethe, car il part travailler dans une université.

### Goethe
C'est un homme de 67 ans, très élégant. Le lecteur obtient des informations sur lui au cours des six premiers chapitres, grâce aux témoignages de plusieurs personnages, qui tous, le connaissent sous un angle différent.
Dans le chapitre 7, le narrateur est Goethe lui-même, en position de narrateur omniscient. Le lecteur connaît toutes ses pensées.
Ce chapitre peut s'apparenter à un long monologue intérieur. Le portrait de Goethe que nous livre Thomas Mann est intéressant. C'est un homme âgé, qui aime la solitude et à qui les convenances pèsent (par exemple, sa réaction lorsqu’il doit organiser une réception en l’honneur de Charlotte).
Ces sentiments pour Charlotte sont enfouis dans sa mémoire, il s’est détaché d’elle depuis tout ce temps. La nouvelle de la visite de Charlotte ne le réjouit que de manière modérée.

### Adèle Schopenhauer
Cette jeune fille vient rendre visite à Charlotte. Elle introduit dans le roman une dimension historique avec l'histoire du soldat blessé. Celui-ci était soldat dans l'armée de Prusse, il est possible d'y voir un parallèle avec les affrontements de l’Allemagne contre Napoléon, notamment durant la bataille de Leipzig de 1813.
Elle évoque aussi le devoir de citoyen : aller à la guerre pour défendre son pays. Auguste souhaitait y aller, son père grâce à ses relations lui fait obtenir une place à l'arrière, donc à l'abri des combats. Il faut souligner le fait que Goethe était fasciné par Napoléon, reçut des décorations de sa main, mais son admiration a décliné quand il fait des territoires allemands des états vassaux de la France.

## Le contexte historique
Charlotte et Goethe se retrouvent 44 ans après la parution de Werther, lors de la visite de Charlotte à Weimar. Cette rencontre s’est réellement passée. Comme dans le roman, ils auraient partagé un repas ensemble. Nous ne connaissons pas aujourd'hui réellement la teneur de leurs propos, même si beaucoup ont spéculé sur ce sujet.
Ces retrouvailles font partie intégrante de l'histoire amoureuse de Goethe, et sont lourdes de signification symbolique.

## Analyse de l'œuvre
Ce roman est réaliste, emprunte un évènement historique comme trame de fond. Thomas Mann a librement interprété cette rencontre historique.
Il confère un côté ironique à son roman et à cette histoire à travers Lotte: si celle-ci a conservé sa beauté légendaire, elle a gagné avec l'âge un hochement de tête, signe de vieillesse.
Les jeunes amoureux ont disparu sous les signes de la vieillesse.
Chez Charlotte, il ne subsiste que les signes particuliers qui faisaient sa beauté de jeunesse, ses yeux par exemple.
De plus, Thomas Mann montre Charlotte comme une femme facétieuse et ayant malgré tout encore la volonté de séduire, comme le souligne l'épisode de la robe par exemple.
Cette robe, que la Charlotte de Werther portait lors du bal, Charlotte Kestner la porte lors du repas chez Goethe, avec un nœud en moins (ce nœud est envoyé à Werther pour son anniversaire dans le roman Les Souffrances du jeune Werther).
Thomas Mann, au-delà de la facétie, mélange le roman de Werther et l'histoire de Goethe de manière habile, grâce aux anecdotes.

## La réception du roman
Ce roman de Thomas Mann est publié en 1939, alors que l'Allemagne est sous le régime nazi. L'auteur vit en exil aux États-Unis.
Bien que les œuvres de Thomas Mann soient interdites par les nazis, le roman Charlotte à Weimar est quand même parvenu en Allemagne, où il a très vite connu un grand succès.
Le livre paraît en France dans sa traduction en 1945. Si l’œuvre de Thomas Mann est bien connu dans l'Hexagone, Charlotte à Weimar n'y est pas son roman le plus connu.

## Adaptation cinématographique
- 1975 : Lotte in Weimar, film est-allemand réalisé par Egon Günther (République démocratique allemande), production: DEFA, avec Lilli Palmer et Martin Hellberg

### Sources et bibliographie
- Thomas Mann : Charlotte à Weimar, trad. de Louise Servicen, Gallimard, France, 1948, (1re éd. 1945).
- (de) Thomas Mann : Lotte in Weimar. Text und Kommentar. Große Kommentierte Frankfurter Ausgabe in zwei Bänden. Herausgegeben von Werner Frizen S. Fischer Verlag, Francfort 2003, 1140 p.,  (ISBN 3-10-048336-7)

- (de) Cet article est partiellement ou en totalité issu de l’article de Wikipédia en allemand intitulé « Lotte in Weimar » (voir la liste des auteurs).